# Petter Dass
Petter Dass (vers 1647 – 18 septembre 1707) est un pasteur luthérien et le poète norvégien le plus important de sa génération. Il est l’auteur d’hymnes baroques et de poèmes descriptifs.

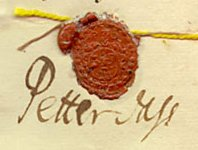
Signature de Petter Dass lors du recensement de 1701

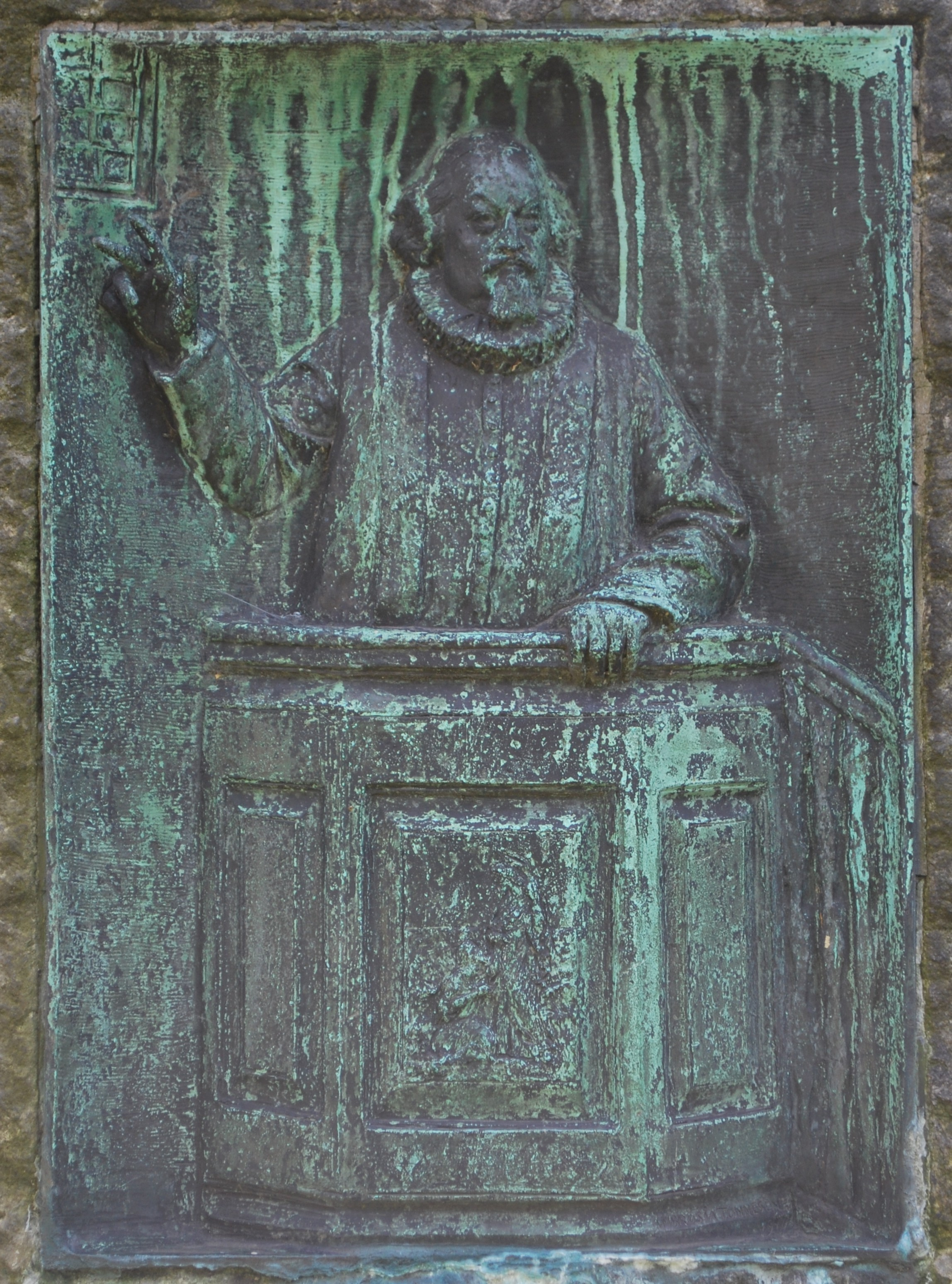
Bas-relief de Petter Dass
par Ambrosia Theodora Tønnesen
Cathédrale de Bergen

## Biographie
Il est né au nord de Herøy (Dønna), dans le comté de Nordland, en Norvège. Son père était Peter Dundas, un marchand originaire de Dundee, en Écosse, qui s’était établi sur la côte septentrionale de la Norvège. Sa mère, Maren Falch  était la fille d’un bailli local, Peter Jakobsson Falck. Lorsque son père est mort, en 1653, Petter avait 6 ans, et lui et ses frères et sœurs ont été placés chez des proches et des amis. Sa mère s’est ensuite remariée, mais Petter est resté chez la sœur de sa mère, Anna Falck, mariée au pasteur à Nærøy.
À l’âge de 13 ans, Petter a commencé à aller à l’école à Bergen. Par la suite, il étudia la théologie à l’Université de Copenhague. Durant ses années d’études à Copenhague, Petter était solitaire mais stimulé sur le plan intellectuel. Après quelques années passées à Copenhague, il est retourné en Norvège pour y être précepteur à Vefsn. Il conçut un enfant hors mariage, et dut voyager jusqu’à Copenhague pour requérir la grâce du roi du Danemark. En 1689, il fut nommé pasteur chargé de la paroisse de Alstahaug. Celle-ci était assez étendue et comprenait les villages de Hattfjelldal, Vevelstad, Leirfjord, Vefsn, Herøy, Dønna, Nesna, Hemnes et Rana.

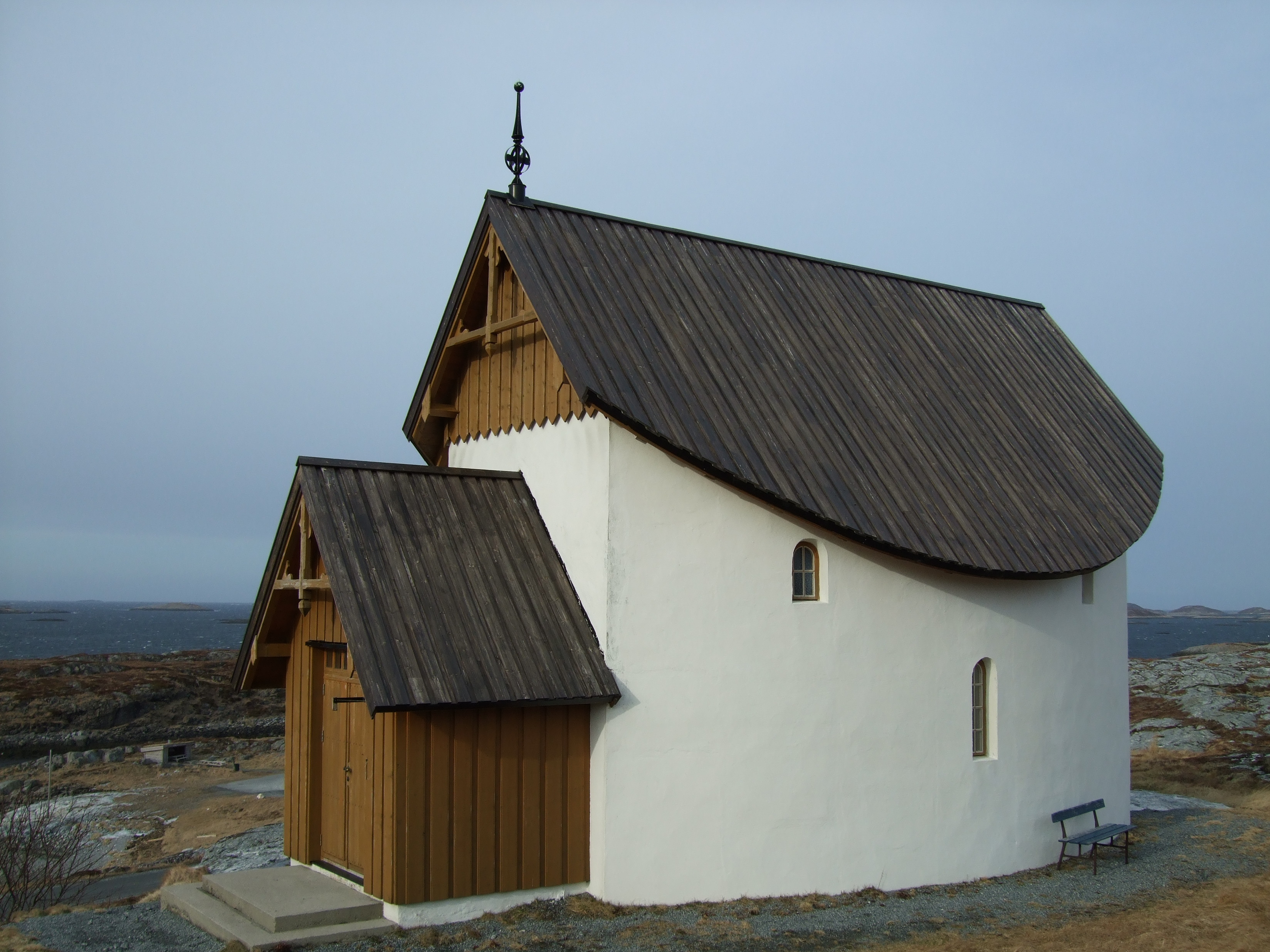
Chapelle Petter Dass à Husøya

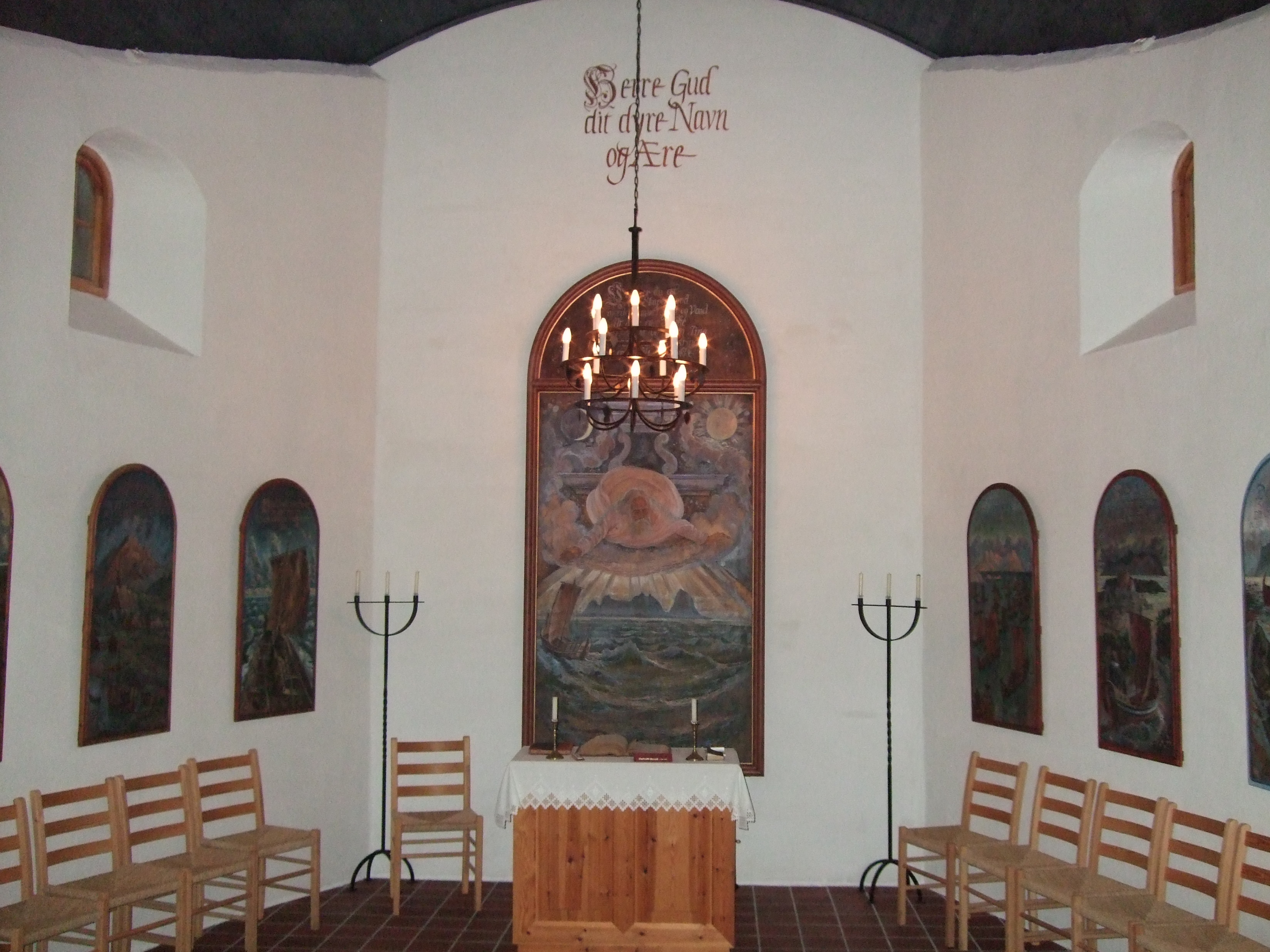
Intérieur de la chapelle Petter Dass

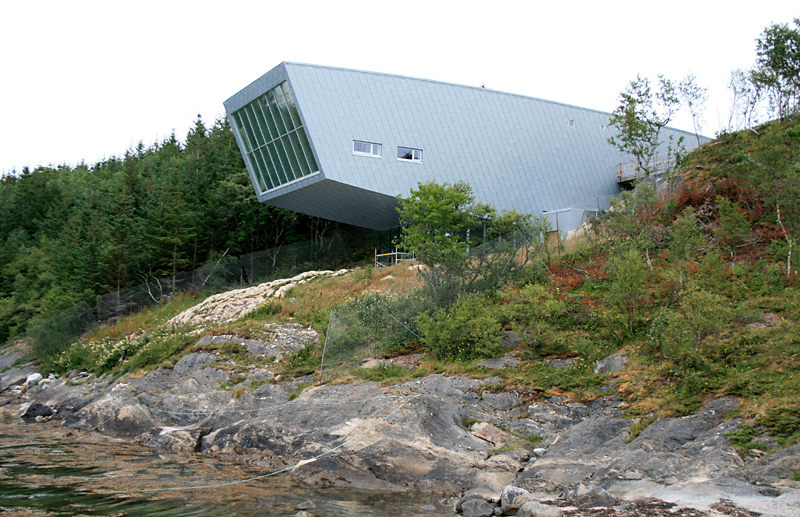
Musée Petter Dass à Alstahaug, Norvège

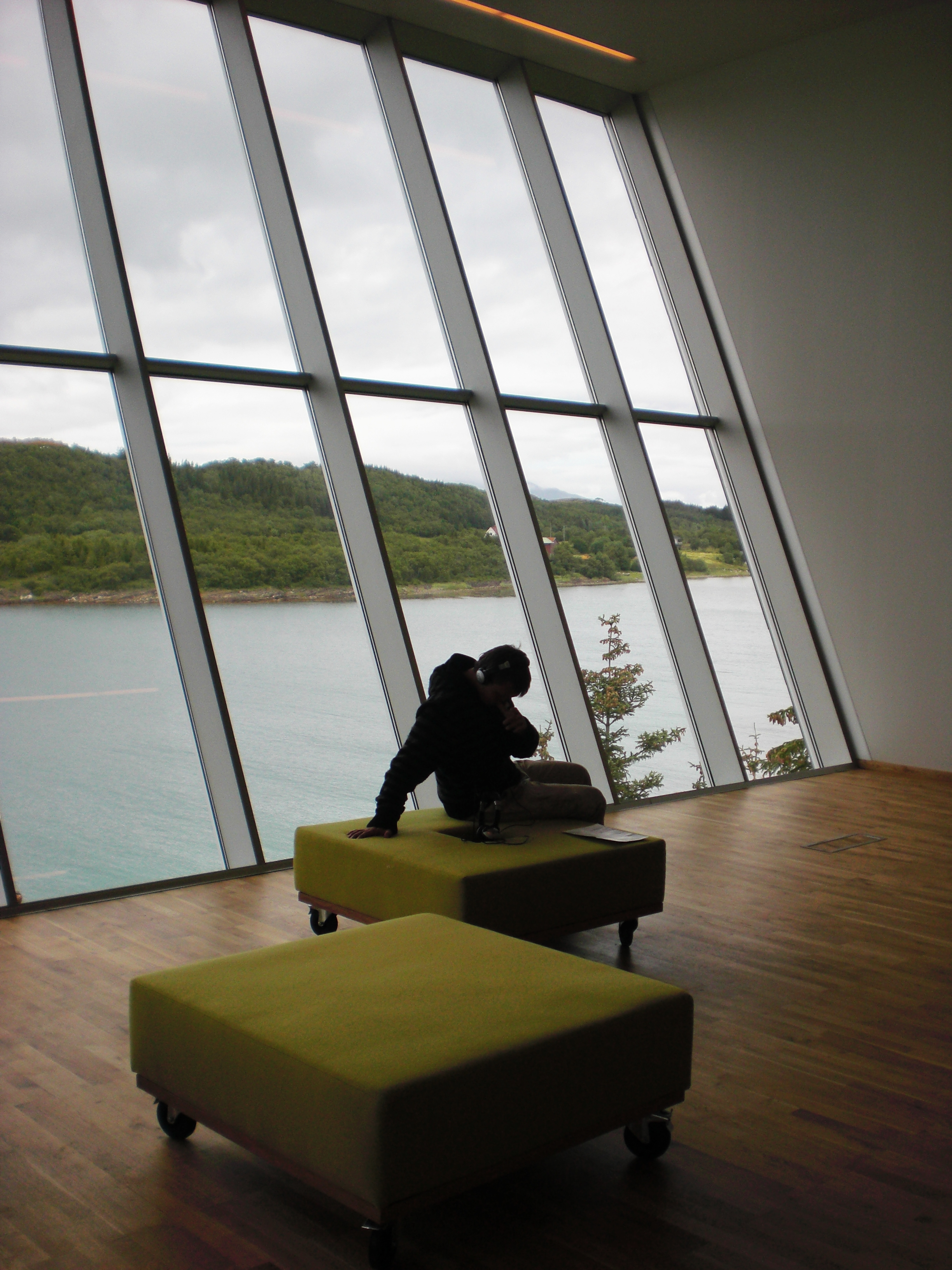
Intérieur du musée Petter Dass

Il fut aussi l’auteur de textes et d’hymnes. La plupart de ses écrits n’ont été publiés qu’après sa mort. Son texte le plus célèbre est la description topographique en vers de la Norvège septentrionale, intitulée Nordlands Trompet («La Trompette de Nordland»), ainsi que des psaumes qui sont toujours utilisés, notamment Herre Gud, ditt dyre navn og ære («Seigneur, Ton nom précieux et Ta gloire»).
On considère traditionnellement que le seul portrait existant de Petter Dass est celui qui a été trouvé dans l’église de Melhus en Norvège. Cependant, ceci est largement disputé, certains historiens qui ont étudié le tableau étant arrivés à la conclusion qu’il était hautement improbable que son sujet fût Dass. Plusieurs statues et bustes de Petter Dass modernes ont été érigés en Norvège, en particulier un bas-relief du sculpteur norvégien Ambrosia Theodora Tønnesen (1859—1948) dans la cathédrale de Bergen. La communauté de Sandnessjøen possède également une statue moderne de Petter Dass, située bien en vue au centre de la ville,.
Petter Dass fut profondément regretté après sa mort, et nombre de bateaux de pêche du nord de la Norvège fixèrent un drap noir dans leur voile en signe de deuil pour le centenaire de sa mort. Il fait encore partie du folklore national de Nordland. Il existe par exemple une légende décrivant la façon dont il a dupé le diable pour que celui-ci le mène jusqu’à Copenhague prêcher pour le roi.

## Chapelle Petter Dass
La chapelle Petter Dass (Petter Dass-kapellet) est située à Husøya, qui est le centre administratif de la municipalité de Træna, dans le comté de Nordland. La chapelle a été inaugurée le 28 juin 1997 en mémoire de Petter Dass.

## Prix Petter Dass
Le prix Petter Dass (Petter Dass-prisen) est décerné chaque année par le journal norvégien Vårt Land depuis 1995. Il récompense une personne ou une organisation ayant contribué à mettre la foi chrétienne à l’ordre du jour dans la société.

## Médaille Petter Dass
La médaille Petter Dass Medal (Petter Dass-medaljen) est une récompense attribuée chaque année par le Nordlendingenes Forening à Oslo, aux personnes de la région du Nord-Norge qui se sont distinguées pour leur travail dans le développement de la région.

## Musée Petter Dass
Le musée Petter Dass (Petter Dass-museet) à Alstahaug (comté de Nordland) a été créé en 1966, et est actuellement rattaché au musée de Helgeland. Le musée a ouvert durant l’automne 2007, 300 ans après la mort de Petter Dass. Depuis 1983, Petter Dass est également célébré au travers de jours traditionnels Petter Dass à Alstahaug .

## Influence culturelle moderne
Le compositeur norvégien Edvard Grieg a repris un texte de Petter Dass dans la 4e partie de son morceau Sept chansons enfantines (7 Barnlige Sange, opus 61, 1894), intitulée Chanson du pêcheur (Fiskervise).
Plus récemment, le chanteur norvégien Jack Berntsen a composé des chansons sur des poèmes de Petter Dass, et le dramaturge norvégien Lars Berg a écrit une pièce intitulée Petter Dass en 1967. Enfin, Kari Bremnes et ses frères Lars et Olaun ont publié en 2008 un album de chansons avec des textes de Petter Dass, Mit navn er Petter Dass.

## Place de Petter Dass dans l'histoire de la langue norvégienne
Au XVIIe siècle, le danois s'impose en Norvège : la langue écrite officielle était, dès le XVIe siècle, le danois ; les prêches étaient également faites en danois. Il n'y avait dès lors que deux sources écrites pour trouver des traces du norvégien écrit : les livres juridiques et la littérature.
Dans Nordlands Trompet, on trouve deux types de "norvégiannismes" : 
- des "norvégiannismes" d'ordre lexicaux : environ 500 termes concernant la nature et les animaux inconnus en danois. De plus, Dass sera le premier à introduire des termes dialectaux dans ses écrits.
- des "norvégiannismes" d'ordre syntaxique : tournure de phrases, pronoms personnels.

## Autres sources
- (no) Per Thomas Andersen, Fra Petter Dass til Jan Kjærstad: Studier i diktekunst og komposisjon (Cappelen akademisk forlag), 1997, 333 p. (ISBN 978-82-456-0511-2)
- (no) Laila Akslen, Norsk barokk: Dorothe Engelbrettsdatter og Petter Dass i retorisk tradisjon, Oslo: Cappelen, 1998, 231 p. (ISBN 978-82-456-0445-0)
- (no) Sverre Inge Apenes, Rapport om Petter Dass : presten som diktet makt til folket, Gyldendal, 1978, 255 p. (ISBN 978-82-05-11406-7)
- (no) Sven Erik Forfang, Som siges at præsten paa Næsne har gjord" : søkelys på Petter Dass' liv og verk, Høgskolen i Nesna, 1999 (ISBN 82-7569-044-7)
- (no) Kåre Hansen, Petter Dass, mennesket, makten og mytene, 2006 (ISBN 978-82-997397-0-2)
- (no) Karl Erik Harr, Guds nordenvind : vandringer med Petter Dass, Cappelen, 1988 (ISBN 82-02-11336-9)
- (no) Hans Midbøe, Petter Dass, Gyldendal, 1947 (ISBN 82-05-23161-3)
- (no) Sigmund Nesset, Herr Petter 350 år : et festskrift fra Universitetet i Tromsø, Universitetsbiblioteket i Tromsø, 1997 (ISBN 82-91378-14-2)
- (no) Yngvar Ustvedt, Pa tomannshand med dikterne: Nye intervjuer med norske klassikere fra Petter Dass til Arnulf Øverland, Gyldendal, 1976 (ISBN 978-82-05-08888-7)